# Fausto Broncini
Fausto Broncini war ein uruguayischer Fußballspieler.

## Verein
Der als Abwehrspieler eingesetzte Broncini gehörte mindestens von 1921 bis 1922 dem Kader des in Montevideo angesiedelten, in der Primera División antretenden Vereins Central an.

## Nationalmannschaft
Broncini war auch Mitglied der uruguayischen A-Nationalmannschaft. Insgesamt absolvierte er von seinem Debüt am 30. August 1914 bis zu seinem letzten Spiel für die Celeste am 2. November 1921 sechs Länderspiele. Einen Treffer erzielte er nicht. Broncini nahm mit der Nationalelf an den Südamerikameisterschaften 1921 (drei Spiele, kein Tor) und 1922 (kein Einsatz) teil. Überdies wirkte er mit der heimischen Nationalelf bei der Copa Newton 1916 aktiv mit.

## Erfolge
- 2× Südamerikameisterschaftsteilnahme (1921, 1922)

## Sonstiges
Fausto Broncini war der Bruder des Fußballspielers Alberto Broncini.